# Strophedromorpha mica
Strophedromorpha mica är en fjärilsart som beskrevs av Diakonoff 1976. Strophedromorpha mica ingår i släktet Strophedromorpha och familjen vecklare. Inga underarter finns listade i Catalogue of Life.